# Плешко Семен Іванович
Семен Іванович Плешко (16 (29) серпня 1903 — 12 травня 1957) — радянський учений (агроном і зоотехнік), академік АН Таджицької РСР.

## Життєпис
Народився 16 (29) серпня 1903 року в Україні в селі Бакша Балтського повіту Подільської губернії (нині Савранський район Одеської області) в бідній селянській родині.
Закінчив Полтавський сільськогосподарський інститут (1927). Працював у науково-дослідних установах Центральної Чорноземної області (1931—1934), Карелії (1935—1936), Молдавської АРСР (1936—1939), Північно-Кавказького краю. У 1939 захистив кандидатську дисертацію.
Із 1940 року в Таджицькій РСР. Директор (1944—1946), зав. сектором приготування кормів (1946—1953) Інституту тваринництва Таджицької філії АН СРСР (із 1951 АН Тадж. РСР). Із 1953 академік-секретар Відділення природничих наук АН Тадж. РСР.
Доктор сільськогосподарських наук (1949). Академік АН Таджицької РСР (1951, спеціальність — кормодобування).
Помер у Душанбе 12 травня 1957 року після тривалої та важкої хвороби .

## Нагороди
Нагороджений двома орденами «Знак Пошани», медалями, Почесними грамотами Президії Верховної Ради Тадж. РСР.

## Праці
Основні наукові роботи присвячені вивченню кормових ресурсів Таджикистану, випробуванню та впровадженню нових кормових культур.
- Состав и питательность зернофуражных кормов Таджикистана, Сталинабад, 1949;
- Корма Таджикистана, Сталинабад, 1957 (Труды Ин-та животноводства АН Таджикской ССР, т. 34);
- Кормовые культуры Таджикистана, Сталинабад, 1953.